# Leptogenys diatra
Leptogenys diatra é uma espécie de formiga do gênero Leptogenys, pertencente à subfamília Ponerinae.